# 한어병음수입법

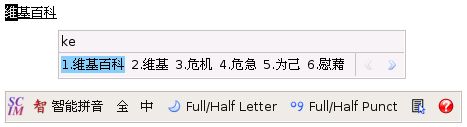
SCIM의 스마트병음(智能拼音)

한어병음수입법(汉语拼音输入法)은 중국의 컴퓨터 및 휴대전화 입력법으로, 중국 대륙에서 한자를 로마자로 표기하는 발음 부호인 한어병음을 입력하여, 간체자 한자로 변환하는 입력법이다.
이 입력법은 일본어의 로마자 가나 변환 입력과 유사한 방식이며, 타이완에서는 주음 부호를 통한 주음수입법으로 입력하여 정체자 한자로 변환하는 방법이 널리 사용되고있다.

## 입력법
키보드는 미국식 키보드가 널리 사용되고 있으며, 사성 부호는 생략되며, "女"(nü)에서 ü는 v로 대신 입력한다. 병음을 입력후 스페이스바를 눌러 한자를 선택한다. 중국어/영문 입력 변환은 마이크로소프트 윈도우에서는 시프트 키로 사용한다.
한자 하나의 소리를 병음으로 입력하면 최대 6자로 길어지기 쉽다. 그래서 타자 수를 줄이기 위한 여러 연구가 이루어지고 있다.
- 쌍병(双拼) : 모든 병음을 2타로 입력할 수 있다. MS-DOS 시절부터 사용해오면서, 효율이 좋기 때문에 주로의 병음 입력과 함께 제공하고 있지만, 어느 정도의 학습 기간이 필요하고, 각 제작사별로 배열이 다르다는 문제가 있다.
- 연상식(联想式)：하나의 글자를 입력하면, 그 글자로 시작하는 단어를 후보로 표시하는 기능.
- 자주 사용하는 숙어는 그것을 구성하는 각 글자의 병음의 머릿글자를 입력 할 수 있다. 예를 들어 "大部分(dabufen)"는 "dbf"로도 입력할 수 있다.

## 여러 병음입력기
주로 중국 대륙에서 보통화·간체자용으로 이용되고 있으나, 방언에도 응용하여 대만·홍콩 등 정체자 표기에도 사용되고 있다.
- 마이크로소프트 병음 IME
- 구글 병음 입력기
- 소거우 입력기(捜狗輸入法)
- QQ 병음 입력기
- 바이두 병음 입력기
- 월병 입력 (광둥어 병음 입력)

## 같이 보기
- 중국어 입력기
  - 주음수입법 (타이완에서 널리 쓰이는 방식)
  - 창힐수입법 (홍콩에서 널리 쓰이는 방식)
  - 대이수입법
  - 오필자형수입법
  - 오필화수입법